# Torre de Alcofra
La torre de Alcofra es una construcción de Cabo de Vila, en la freguesia de Alcofra (Portugal), en la vertiente oeste de la sierra del Caramulo. Es la mejor conservada de las tres torres señoriales que aún existen en el concejo de Vouzela. Se cree que data bien de finales del siglo XIV, bien de comienzos del XV. No se sabe a ciencia cierta quién la mandó construir ni quiénes fueron sus propietarios, aunque se supone que pudo pertenecer a António Magalhães, barón de Mossâmedes.
Interiormente está dividida en dos plantas. La primera cuenta con un arco de medio punto como entrada, mientras que la segunda tiene ventanas en arcos apuntados.